# Cobertor de Papa
O Cobertor de Papa ou Cobertor de Papas é um cobertor artesanal tradicional português característico da região da Serra da Estrela, de fabrico manual totalmente a partir de lã churra, extraída à ovelha autóctone portuguesa de raça mondegueira.
É originário da região de Maçainhas, distrito da Guarda, que teve a sua produção têxtil impulsionada por projeto do governo português de iniciativa do Marquês de Pombal.

## Características
Os Cobertores de Papa caraterizam-se pelo seu pêlo branco comprido e cheiro característico. São impermeáveis, pesados, quentes, densos e felpudos. O seu uso tradicional era feito pelos pastores não apenas para se manterem quentes durante a pastorícia mas também para afugentar lobos cuja visão seria confundida pelas características do manto.

### Fabricação
Produto de confecção sazonal, as condições necessárias à sua produção estão reunidas apenas no Verão. É elaborado a partir de lã churra, grossa e comprida de ovelhas locais, fiada e tecida em teares inteiramente manuais datados do início do século XX construídos de acordo com técnicas ancestrais. Após a tecelagem a lã é lavrada e feltrada num pisão, seguindo-se o puxar do pêlo através de uma máquina de cardar. A peças são mergulhadas numa mistura de água e terra que lhes confere temporariamente o aspeto de uma papa que se diz estar na origem do nome do cobertor. Finalizado, é impreterivelmente esticado para secar ao sol.

### Variedades de Cobertor de Papa
Existem sete variedades tradicionais do Cobertor de Papa:
- Cobertor branco;
- Cobertor branco com três listas nas pontas de cor castanha ou verde;
- Cobertor branco bordado à mão com losangos azuis num dos lados do cobertor e com riscas azuis, vermelhas e verdes;
- Cobertor com listas castanhas e brancas, chamada Manta Barrenta ou Manta de Pastor;
- Cobertor com listas brancas, castanhas, verdes, vermelhas e amarelas, chamada Manta Lobeira ou Espanhola (porque em Cáceres se fabricava uma manta com decoração semelhante);
- Cobertor homogéneo colorido;[5]

## Ameaça de Extinção
O Cobertor de Papa esteve ameaçado de extinção em consequência da perda do saber tradicional da confecção decorrente do envelhecimento generalizado da população e encerramento das fábricas onde eram produzidos no início do século XXI.

### Preservação
A preservação do Cobertor de Papa tem desde 25 de Maio de 2008 como eixo principal a Escola de Artes e Ofícios de Maçainhas, criada como resposta ao possível desaparecimento desta tradição.
A formação de novos artesãos permitiu retomar da produção artesanal do Cobertor de Papa em 2011. Em 2014 como forma de proteger o produto tradicional de apropriação ilegítima o nome Cobertor de Papa é registado no Instituto Nacional de Marcas e Patentes.

### Falsificações
Foi a 15 de maio de 2018 criada a Associação Genuíno Cobertor de Papa com o objetivo de garantir a autenticidade do Cobertor de Papa face ao surgimento no mercado de falsificações produzidas industrialmente e não através do método artesanal.

## Curiosidades
Foi entregue ao Papa Francisco um Cobertor de Papa com as suas iniciais bordadas por reclusos do Estabelecimento Prisional da Guarda.
O Cobertor de Papa foi candidato a uma das 7 Maravilhas da Cultura Popular Portuguesa.

A estilista Alexandra Moura é autora de duas criações com o Cobertor de Papa: uma linha de peças conceptuais presentes no seu desfile de Inverno 2016/2017 e uma linha de acessórios.
A Fábrica de Cobertores de José Freire, fundada em 1966, é hoje a última fábrica privada a produzir o Cobertor de Papa.

## Ligações Externas
- Reportagem sobre o Cobertor de Papa pelo Jornal Público
- Página do Cobertor de Papa na iniciativa 7 Maravilhas da Cultura Popular Portuguesa
- Entrevista à Direção da Associação Genuíno Cobertor de Papa
- Plano de Actividades da Associação Genuíno Cobertor de Papa